# Allemagne au Concours Eurovision de la chanson 2009
L'Allemagne a participé au Concours Eurovision de la chanson 2009. 
C'est le duo Alex Swings Oscar Sings, composé d'Alex Christensen et Oscar Loya qui a représenté l'Allemagne à Moscou avec la chanson "Miss Kiss Kiss Bang" (Mademoiselle baiser baiser bang). C'était la 54e participation de l'Allemagne au Concours. Elle a été représentée par Norddeutscher Rundfunk, membre de l'Union européenne de radio-télévision.
Dita von Teese, icône fétichiste et célèbre stripteaseuse américaine d'origine allemande, a fait une apparition lors de la prestation de "Miss Kiss Kiss Bang".